# Ellie Taylor
Eleanor Jane Taylor (Brentwood, Essex, 4 de noviembre de 1983) es una comediante, actriz, presentadora de televisión y escritora británica.
Tras aparecer como concursante en Show Me the Funny in 2011, Taylor ha participado en numerosos programas de televisión, como 8 Out of 10 Cats (2011–2017), Fake Reaction (2013–2014), Mock the Week (2015–2019), The Lodge (2016), Stand-Up Central (2017), The Mash Report (2017–2022), Plebs (2018–2019), Strictly Come Dancing (2022) y Knuckles (2024). También ha presentado los programas de televisión Snog Marry Avoid? (2012–2013), Live at the Apollo (2016–2018) y The Great Pottery Throw Down (2022).
Taylor ha escrito e interpretado cinco espectáculos cómicos: Elliementary (2015), Infidelliety (2016), This Guy (2017–2018), Cravings (2019) -también emitido en Netflix como parte de Comedians of the World- y Don't Got This (2019–2021). En 2021 publicó su primer libro, My Child and Other Mistakes, que se convirtió en una superventa de The Sunday Times. 
De 2020 a 2023, interpretó a Flo «Sassy» Collins en Ted Lasso, de Apple TV+.